# FC Bachtschyssaraj
Der FC Bachtschyssaraj (russisch ФК Бахчисарай) war ein Fußballverein aus Bachtschyssaraj, einer Stadt auf der von Russland besetzten ukrainischen Halbinsel Krim. Der Verein spielte von 2015 bis 2017 zwei Spielzeiten in der Krim-Liga mit, welche seit Annexion der Krim durch Russland im Jahr 2014 die höchste Spielklasse für Mannschaften von der Krim ist.

## Geschichte
Der FC Bachtschyssaraj wurde im April 2015 in Bachtschyssaraj gegründet. Zu den maßgeblichen Gründern des Vereins zählen der Leiter der Stadtverwaltung von Bachtschyssaraj Wladimir Werchowod und der lokale Unternehmer Celil Bektaş.
In der ersten Spielzeit der neu geschaffenen Crimean Premier League 2015/16 wurde der FC Bachtschyssaraj Tabellendritter. Zur Saison 2016/17 trat der Verein unter dem Namen FC KFU-Bachtschyssaraj an. Am Saisonende musste die Mannschaft, als abgeschlagener Tabellenletzter mit 20 Punkten Rückstand, absteigen. Im August 2018 zog der Verein von Bachtschyssaraj nach Simferopol um, die Rückkehr in die höchste Liga der Krim gelang jedoch nicht mehr.

## Stadion
Der FC Bachtschyssaraj trug seine Heimspiele im Druschba-Stadion in Bachtschyssaraj aus. Es bietet Platz für 5000 Zuschauer.